# Oliwia Urban
Oliwia Urban (ur. 21 listopada 1996 roku w Złotowie) – polska siatkarka grająca na pozycji przyjmującej. W sezonie 2020/2021 była zawodniczką Jokera Świecie. Od sezonu 2021/2022 będzie reprezentować nowo utworzony klub występujący w III lidze - KS Piła.
Ma siostrę bliźniaczkę, Karolinę.

## Sukcesy klubowe
Superpuchar Polski:
- 2018

Mistrzostwo Polski:
- 2019